# Pauillac
Pauillac là một xã trong tỉnh Gironde, thuộc vùng Nouvelle-Aquitaine của nước Pháp, có dân số là 1274 người (thời điểm 1999). Pauillac nằm khoảng 48 km phía tây-bắc của Bordeaux. Khoảng 900 ha được dùng để trồng nho. Về phía bắc xã giáp với Saint-Estèphe, về phía nam với Saint-Julien-Beychevelle, cả hai cũng là nơi trồng nho nổi tiếng trong vùng Médoc.

## Rượu vang
Xã tuy chỉ có 3.000 ha (12 km²) được dùng để trồng nho trong vùng Haut-Médoc giữa các làng Saint-Julien về phía nam và Saint-Estèphe ở phía bắc, nhưng nó lại có 3 trong số 5 nơi làm rượu vang thượng hạng của Bordeaux: Château Lafite Rothschild, Château Latour, và Château Mouton Rothschild.

### Một số Château ở Pauillac
- Château d'Armailhac
- Château Clerc-Milon
- Château Duhart-Milon-Rothschild
- Château Grand-Puy-Ducasse
- Château Grand-Puy-Lacoste
- Château Haut-Bages-Liberal
- Château Haut-Batailley
- Château Lafite Rothschild
- Château Latour
- Château Lynch-Bages
- Château Mouton Rothschild
- Château Pedesclaux
- Château Pichon Longueville Baron
- Château Pichon Longueville Comtesse de Lalande
- Château Pontet-Canet